# 高橋源次郎
高橋 源次郎（たかはし げんじろう、1867年11月28日（慶応3年11月3日） - 1943年（昭和18年）4月28日）は、明治から昭和時代戦前の政治家、実業家、銀行家。貴族院多額納税者議員。

## 経歴
日向国、のちの宮崎県南那珂郡飫肥町（現日南市）出身。日高源蔵の長男として生まれ、1895年（明治28年）1月に先代曽一の養子となり翌1896年（明治29年）8月に家督を相続する。
1897年（明治30年）宮崎県会議員、同参事会員、南那珂郡会議員、飫肥町会議員のほか、飫肥銀行、宮崎農工銀行各取締役、宮崎県飫肥鉄道評議員、同県地方森林会議員、日州貯蓄銀行、日州銀行各取締役などを歴任した。
1918年（大正7年）宮崎県多額納税者として貴族院議員に互選され、同年9月29日から、研究会に所属し1932年（昭和7年）9月28日まで2期在任した。

## 親族
- 孫 堀江泰子（料理研究家、二男・高橋憲一長女[6]、夫は堀江正夫）。